# Púrpura de bromocresol
Púrpura de bromocresol (BCP, de Bromocresol purple), ou 5',5"-dibromo-o-cresolsulfoftaleína, é um indicador de pH com a fórmula química C21H16Br2O5S. O uso primário de púrpura de bromocresol é como um indicador de pH; a mais comum solução usada é a 0.04% aquosa.
Púrpura de bromocresol é também usado em laboratórios de análises clínicas para a medição de albumina.
O púrpura de bromocresol é usado em conjunto com o vermelho de etila como indicador de processos em membranas de cloroplastos.
É utilizado juntamente com o verde de bromocresol na análise de fármacos veterinários.